# Всесвітній день мальбека
Всесвітній день мальбека (ісп. Día Mundial del Malbec) — подія, що проводиться щорічно 17 квітня, в ознаменування дня, коли президент Аргентини Домінго Фаустіно Сарм'єнто офіційно проголосив своєю метою перетворення аргентинської виноробної промисловості.
17 квітня 1853 року президент Сарм'єнто доручив французькому агроному Мішелю Еме Пуже привезти до Аргентини нові лози. Серед привезених сортів Пуже був і Мальбек. Пуже продовжив експериментувати з адаптацією французьких сортів до різноманітних аргентинських ґрунтів. Через десять років регіон Рони вразила Велика французька винна хвороба. Тим часом Мальбек прижився в Аргентині, дозволяючи створювати вина, які значно перевершують французькі. Через кілька десятиліть, в 1956 році, Франція зіткнулася з ще одним лихом: заморозки знищили більшість виноградників Мальбека.
У наступні роки, особливо в 1990-х, Аргентина позиціонувала Мальбек як свій зірковий сорт. Ним було засаджено понад 10 000 акрів, і він став беззаперечним лідером експорту країни. Поціновувачі вина по всьому світу, особливо в США, відкрили для себе аргентинський Мальбек і високо оцінили його.

## Історія свята
У 2011 році компанія «Вина Аргентини», відповідальна за просування аргентинського винного бренду по всьому світу, встановила 17 квітня як Всесвітній день Мальбека. Ліс Клемент, на той час керівник відділу маркетингу та комунікацій, заснувала цей день, оскільки була переконана, що це святкування допоможе позиціонувати Мальбек як одну з винних перлин Аргентини. Відмінної якості, завжди дивовижний і різноманітний, аргентинський Мальбек проклав шлях до позиціювання Аргентини як одного з головних енологічних центрів світу.

## Сучасний стан
Зараз заходи, присвячені мальбеку, аргентинській їжі та способу життя проводяться більш ніж у 60 містах світу., зокрема і в Україні. Щороку створюється тема, що пов'язує Мальбек та аргентинську культуру.